# Entmythologisierung
Entmythologisierung, auch Entmythisierung, ist allgemein der Versuch, eine in einem Mythos oder in mythischer Sprache tradierte Anschauung auf ihren Wirklichkeitsgehalt hin zu untersuchen und die eigentliche Aussageabsicht herauszuarbeiten.
Historisch hat sich schon das Christentum als Überwindung des Mythos verstanden, indem es den Monotheismus an die Stelle des Mythos setzte. Die antiken Götter sanken zu bloßen Allegorien herab; so stand Mars für Krieg, Venus für Liebe usw. Doch auch die Geschichten und die Sprache der Bibel wurde unter dem Einfluss der humanistischen Bildung, die auf einem entmythisierten und rationalisierten Antikenverständnis beruhte, in der Neuzeit nach und nach entmythologisiert. Auch sie verflachten zu Allegorien und erlitten somit ein ähnliches Schicksal wie die antiken Göttergeschichten, während gleichzeitig geistliche Mächte remythisiert wurden, z. B. durch das Systemdenken der Scholastik, durch die kirchliche Anerkennung von Wundern in der Neuzeit oder den periodischen Vollzug von Reue und Buße zu bestimmten Zeitpunkten wie Ostern. So treten Entmythisierung und Remythisierung in der Geschichte in ein komplexes Wechselspiel: Alte Mythen wurden im Namen der Vernunft bekämpft, aber durch neue ersetzt.

## Aufklärung und Gegenbewegungen
Die Aufklärung des 18. Jahrhunderts verstand sich als endgültige Überwindung des Mythos; sie ersetzte ihn ihrem Anspruch nach durch die wissenschaftliche Rationalität. Der Positivismus des 19. Jahrhunderts schien die letzten Mythen zerstört zu haben. Insbesondere richtete sich das rational-entmythisierende Denken gegen als metaphysisch gedeutete Systembildungen des Idealismus, dessen Vertreter Schelling seine eigenen Begriffe als Mythen interpretierte. Aber auch dem rationalen Denken wurden in Horkheimers und Adornos „Dialektik der Aufklärung“ oder in Michel Foucaults Machtkritik Remythologisierungstendenzen unterstellt. Im 20. Jahrhundert wurde der Mythos u. a. von Ernst Cassirer und den Claude Lévi-Strauss wieder als eigenständige Denkform anerkannt; vielfach wurde seine Erkenntnisfunktion im Zusammenhang mit allem symbolischen Geschehen gewürdigt, wodurch sich seine Anhänger wie C. G. Jung dem Vorwurf des Rückfalls in die Zeit vor der Aufklärung aussetzten. In der Literatur und bildenden Kunst des späten 19. und 20. Jahrhunderts wurde im Zuge einer Gegenbewegung gegen den an Sinnbildern armen Realismus und Naturalismus der Mythos als Quelle der Inspiration neu entdeckt (so durch Nietzsche, James Joyce, Albert Camus oder den Surrealismus), wobei sich die Protagonisten eines ästhetischen Programms der Remythisierung ebenfalls der Kritik der Aufklärer aussetzten.
Der Streit darüber, wer eigentlich Entmythisierer oder Schöpfer neuer irrationaler Mythen ist, betrifft auch politisch-manipulative Programme künstlich geschaffener Kollektivvorstellungen wie Alfred Rosenbergs Werk „Der Mythus des 20. Jahrhunderts“, das vorgibt, katholische und protestantische Mythen zu überwinden und sich zuallererst die Kritik der Kirchen zuzog.

## Entmythologisierung der Bibel
Im religiösen Kontext geht der Ausdruck auf den evangelischen Theologen Rudolf Bultmann zurück. Bultmann stellte sein Programm der Entmythologisierung in seinem Aufsatz Neues Testament und Mythologie aus dem Jahr 1941 vor. Er sah in der mythischen Denk- und Sprachform der Antike ein Problem, da die Menschen der Moderne diese mythische Redeweise nicht mehr verstünden. Glauben könne sich daher nur aus einer existentialen Interpretation der Bibel ergeben. Der nicht-mythologische Sinn einer mythologisch klingenden Aussage soll bei der Entmythologisierung herausgearbeitet werden. Da im Mythos keine Unterscheidung zwischen den Realitätsstufen Immanenz und Transzendenz gemacht wird, versucht die Entmythologisierung die Differenz zwischen Gott und Welt zu wahren. Bei der Entmythologisierung geht es Bultmann nicht darum, das Mythische aus den Texten zu eliminieren, sondern die Texte so zu interpretieren, dass das ihnen zugrunde liegende Existenzverständnis deutlich wird, mit dem Ziel, dass der Mensch sich durch das biblische Kerygma getroffen fühlt und vor eine „existentielle“ Entscheidung gestellt wird. Dabei setzt Bultmann voraus, dass das wissenschaftliche Weltbild dem Mythos überlegen ist. Für ihn geht es demnach darum, die theologischen Aussagen der Bibel so zu formulieren, dass sie mit dem modernen Weltbild kompatibel sind. „Er verfolgt ein Modernisierungsprojekt.“
Katholische Kritik am Entmythologisierungsprogramm Bultmanns:
Karl Rahner und Herbert Vorgrimler erkennen zwar an, dass das neutestamentliche Kerygma auf eine existenziale Entscheidung zielt, werfen Bultmann aber vor, es darauf reduziert zu haben. Sie insistieren darauf, dass es sich auch um Mitteilung von „objektiven“ Ereignissen wie der Auferstehung handele.
Für Joseph Ratzinger hat die Entmythologisierung schon in der Bibel stattgefunden. Die Rede von der Erschaffung der Welt durch Gott beinhalte die Differenz zwischen Gott und Welt und sei damit eine „bewußte Absage an den Mythos“. Ratzinger sieht zudem in der theologischen Entwicklung der frühen Kirche, in der Entscheidung „für den Logos gegen jede Art von Mythos“, eine „definitive Entmythologisierung der Welt und der Religion“. Diese Entscheidung hält er für den entscheidenden Faktor, der das Christentum vor dem Schicksal der antiken Religion bewahrte, dem „inneren Zusammenbruch“. Am Beispiel von „Höllenfahrt“ und „Himmelfahrt“ verdeutlicht Ratzinger, dass es dabei nicht um „kosmographische“ Gegebenheiten geht, sondern um Dimensionen der menschlichen Existenz.
Leo Scheffczyk sieht den entscheidenden Fehler in Bultmanns Programm „in einer falschen Bestimmung des Mythos“. Für Bultmann sei schon alles mythisch zu nennen, das nicht dem wissenschaftlichen Weltbild entspreche, sondern die Welt als dreistöckig gegliedert annehme. Und als mythologisch seien dann alle religiösen Aussagen zu bezeichnen, die sich innerhalb des antiken Weltbildes bewegen. Nur wenn Gottes Handeln und die Welt nicht miteinander vermengt würden, sei es nach Bultmann gewährleistet, dass nicht gegen das wissenschaftliche Weltbild verstoßen werde. In diesem Denken wird – so Scheffczyk – der christliche Glaube verfehlt, weil dadurch keine „objektiven Aussagen über Gott und über das göttliche Handeln in Jesus Christus“ mehr möglich seien.

Theologen, Religionswissenschaftler und Philosophen wenden gegen Bultmann ein, dass nur mit der Sprachform des Mythos die Transzendenzerfahrung des Menschen angemessen zur Sprache gebracht werden könne.

„Ein historisches Ereignis kann sich jedoch nur zur Quelle religiöser Inspiration entwickeln, wenn es mythologisiert wird.“